# Federico Parisini
Federico Parisini (Bolonya, Itàlia, 1825-1891) fou un compositor i músic bolonyès.
Feu els estudis al Liceo Rossini de la seva ciutat nadiua, del que en fou més tard professor de contrapunt i tenint entre els seus alumnes a Gellio Benvenuto Coronaro un dels germans de la (nissaga de músics). També dirigí un Institut de música religiosa, i a la mort de C. Gaspari li succeí com a bibliotecari del Liceu Filharmònic, sent, a més.
Va compondre tres operetes per a infants, les òperes bufes Il maestro di scuola (1869), I fanciulli venduti (1875), i nombroses peces de música religiosa.
A més, se li deuen, un Tractat d'harmonia (1870) i un Mètode teòric-pràctic de cant coral, i una bibliografia del pare Martini.